# Morti nel 1797
| Questa pagina contiene informazioni ricavate automaticamente dalle voci biografiche con l'ausilio del template Bio e di un bot. L'aggiornamento è periodico e automatico e ricostruisce completamente la pagina. Se manca una persona in questa lista, sei pregato di non aggiungerla, ma accertati piuttosto che la sua voce biografica contenga il template Bio e che i dati anagrafici siano correttamente compilati. Se il template Bio manca, inseriscilo tu stesso o, in alternativa, metti l'avviso {{tmp\|Bio}} che ne segnala la mancanza. Se i dati riportati sono sbagliati, correggi direttamente la voce biografica; le modifiche saranno visibili in questa lista entro pochi giorni. Per chiarimenti vedi il progetto biografie. La lista contiene solo le 139 persone che sono citate nell'enciclopedia e per le quali è stato implementato correttamente il template Bio. Pagina aggiornata al 10 mar 2025. |

## Gennaio(9)
- 8 gennaio - Domenico Cagnoni, incisore italiano (n. 1734)
- 9 gennaio - Charles Deschamps de Boishébert et de Raffetot, generale francese (n. 1727)
- 10 gennaio - Ignazio Marabitti, scultore italiano (n. 1719)
- 11 gennaio - Francis Lightfoot Lee, politico statunitense (n. 1734)
- 13 gennaio - Elisabetta Cristina di Brunswick-Wolfenbüttel-Bevern, sovrana tedesca (n. 1715)
- 21 gennaio - Thomas Jackling, pugile britannico (n. 1750)
- 22 gennaio - Fermín Francisco de Carvajal-Vargas, ufficiale e politico spagnolo (n. 1722)
- 25 gennaio - Franz Anton Hillebrandt, architetto austriaco (n. 1719)
- 25 gennaio - Michele Sarcone, medico e scienziato italiano (n. 1731)

## Febbraio(13)
- 6 febbraio - Christian Wink, pittore tedesco (n. 1738)
- 8 febbraio - Johann Friedrich Doles, compositore tedesco (n. 1715)
- 9 febbraio - Giuseppina Teresa di Lorena-Armagnac, principessa (n. 1753)
- 11 febbraio - Antoine Dauvergne, compositore e violinista francese (n. 1713)
- 12 febbraio - Pierre-François Basan, incisore, mercante d'arte e editore francese (n. 1723)
- 14 febbraio - Claude-Marguerite Renart de Fuchsamberg, ammiraglio francese (n. 1736)
- 14 febbraio - Tomás Geraldino y Geraldino, militare spagnolo (n. 1754)
- 17 febbraio - Maria Anna Sofia di Sassonia (n. 1728)
- 20 febbraio - Domenico Merlini, architetto italiano (n. 1730)
- 22 febbraio - Barone di Münchhausen, militare tedesco (n. 1720)
- 26 febbraio - Hermann Becker, giurista tedesco (n. 1719)
- 26 febbraio - Ivan Grigor'evič Černyšëv, politico e ufficiale russo (n. 1726)
- 26 febbraio - Augusto Filippo di Limburg-Stirum, vescovo cattolico e nobile tedesco (n. 1721)

## Marzo(13)
- 2 marzo - Horace Walpole, scrittore inglese (n. 1717)
- 3 marzo - Yves Joseph de Kerguelen-Trémarec, navigatore francese (n. 1734)
- 6 marzo - Giacomo Leonardis, incisore italiano (n. 1723)
- 6 marzo - Bianca Laura Saibante, poetessa e letterata italiana (n. 1723)
- 10 marzo - Alexandre Deleyre, scrittore francese (n. 1726)
- 14 marzo - Elizabeth Hamilton, nobildonna scozzese (n. 1753)
- 16 marzo - Cristina Roccati, fisica e poetessa italiana (n. 1732)
- 18 marzo - Friedrich Wilhelm Gotter, poeta e drammaturgo tedesco (n. 1746)
- 21 marzo - Charles Fitzroy, I barone Southampton, nobile e ufficiale inglese (n. 1737)
- 26 marzo - James Hutton, geologo scozzese (n. 1726)
- 30 marzo - Giorgio Anselmi, pittore italiano (n. 1723)
- 30 marzo - Franz Joseph Aumann, compositore, presbitero e religioso austriaco (n. 1728)
- 31 marzo - Olaudah Equiano, scrittore e attivista nigeriano

## Aprile(5)
- 8 aprile - Salvatore Ventimiglia, arcivescovo cattolico italiano (n. 1721)
- 11 aprile - Hedvig Elizabeth von Biron, nobildonna russa (n. 1727)
- 20 aprile - Walter van Nieuwenhuisen, arcivescovo vetero-cattolico olandese
- 23 aprile - Giovanni Battista Andreoni, cantante castrato italiano (n. 1720)
- 27 aprile - Enrico Luigi di Nassau-Saarbrücken, principe tedesco (n. 1768)

## Maggio(12)
- 1º maggio - Franz Anton von Hartig, diplomatico, storico e geografo austriaco (n. 1758)
- 4 maggio - Agostino Antonio Giorgi, orientalista e bibliotecario italiano (n. 1711)
- 6 maggio - Cristiano Luigi Casimiro di Sayn-Wittgenstein-Ludwigsburg, conte tedesco (n. 1725)
- 14 maggio - Ireneo Affò, storico dell'arte, letterato e numismatico italiano (n. 1741)
- 14 maggio - Giovanni Fagnano dei Toschi, matematico italiano (n. 1715)
- 17 maggio - Michel-Jean Sedaine, drammaturgo francese (n. 1719)
- 19 maggio - Ernst Christoph von Kaunitz-Rietberg, diplomatico e nobile austriaco (n. 1737)
- 20 maggio - Anton Maria Garbi, pittore italiano (n. 1718)
- 27 maggio - François-Noël Babeuf, rivoluzionario e giornalista francese (n. 1760)
- 27 maggio - Augustin Darthé, rivoluzionario e magistrato francese (n. 1769)
- 28 maggio - Anton Raaff, tenore tedesco (n. 1714)
- 29 maggio - Stephan Dorffmaister, pittore austriaco (n. 1729)

## Giugno(10)
- 13 giugno - Samuel-Auguste Tissot, medico svizzero (n. 1728)
- 15 giugno - Jean-Baptiste Blanchard, religioso e pedagogo francese (n. 1731)
- 15 giugno - Christen Friis Rottbøll, medico e botanico danese (n. 1727)
- 17 giugno - Muḥammad Khān Qājār, sovrano persiano (n. 1742)
- 21 giugno - Andreas Peter Bernstorff, politico danese (n. 1735)
- 21 giugno - Engelbertus Lucas, ammiraglio olandese (n. 1747)
- 23 giugno - Antonio Diziani, pittore italiano (n. 1737)
- 26 giugno - Onorato Caetani, principe italiano (n. 1742)
- 27 giugno - Giovanni Aloisio II di Oettingen-Spielberg, principe tedesco (n. 1758)
- 28 giugno - Pietro Verri, nobile, filosofo e economista italiano (n. 1728)

## Luglio(9)
- 8 luglio - Tommaso Maurizio Richeri, giurista italiano (n. 1733)
- 9 luglio - Edmund Burke, politico, filosofo e scrittore britannico (n. 1729)
- 9 luglio - François-Léonor de Tournély, presbitero francese (n. 1767)
- 11 luglio - Charles Macklin, attore teatrale irlandese (n. 1699)
- 11 luglio - Ienăchiță Văcărescu, filologo, poeta e storico romeno (n. 1740)
- 14 luglio - Emmanuel de Rohan-Polduc, nobile francese (n. 1725)
- 18 luglio - Jean-Bernard Restout, pittore e disegnatore francese (n. 1732)
- 19 luglio - Giovanni Miazzi, architetto italiano (n. 1698)
- 21 luglio - Bertrand Pelletier, farmacista e chimico francese (n. 1761)

## Agosto(14)
- 2 agosto - Secondo Arò, avvocato e patriota italiano (n. 1769)
- 2 agosto - Felice Berruti, avvocato e patriota italiano (n. 1771)
- 3 agosto - Jeffrey Amherst, I barone Amherst, generale britannico (n. 1717)
- 3 agosto - Secondo Berruti, medico e patriota italiano (n. 1767)
- 3 agosto - Gioachino Testa, avvocato e patriota italiano (n. 1771)
- 12 agosto - Carlo Tenivelli, storico e poeta italiano (n. 1754)
- 14 agosto - Gabriele Brunelli, botanico e naturalista italiano (n. 1728)
- 18 agosto - Giovanni Presta, medico e agronomo italiano (n. 1720)
- 19 agosto - Teresa Cornelys, soprano e impresario teatrale italiano (n. 1723)
- 22 agosto - Dagobert Sigmund von Wurmser, feldmaresciallo austriaco (n. 1724)
- 23 agosto - Élie Bertrand, teologo, geologo e naturalista svizzero (n. 1713)
- 25 agosto - Jean-Baptiste Louvet de Couvray, scrittore, politico e giornalista francese (n. 1760)
- 27 agosto - Carl Philipp von Venningen, nobile, politico e giudice tedesco (n. 1728)
- 29 agosto - Joseph Wright of Derby, pittore inglese (n. 1734)

## Settembre(5)
- 10 settembre - Mary Wollstonecraft, filosofa e scrittrice britannica (n. 1759)
- 19 settembre - Lazare Hoche, generale francese (n. 1768)
- 21 settembre - Asaf-ud-Daula, sovrano indiano (n. 1748)
- 21 settembre - Hugh Pigot, militare britannico (n. 1769)
- 22 settembre - Christiane Becker, attrice teatrale tedesca (n. 1778)

## Ottobre(5)
- 4 ottobre - George William Lemon, lessicografo britannico (n. 1726)
- 9 ottobre - Gaon di Vilna, rabbino lituano (n. 1720)
- 10 ottobre - Atanasio Cavalli, religioso e astronomo italiano (n. 1729)
- 12 ottobre - Pierre de Jélyotte, tenore francese (n. 1713)
- 22 ottobre - Giulio Cesare Viancini, arcivescovo cattolico italiano (n. 1726)

## Novembre(12)
- 9 novembre - Baldassarre Oltrocchi, presbitero, bibliotecario e bibliografo italiano (n. 1714)
- 9 novembre - Hermanus Reijntjes, ammiraglio olandese (n. 1744)
- 11 novembre - Giuseppe Toaldo, astronomo, meteorologo e abate italiano (n. 1719)
- 14 novembre - Ivan Ivanovič Šuvalov, mecenate russo (n. 1727)
- 14 novembre - Januarius Zick, pittore e architetto tedesco (n. 1730)
- 15 novembre - Joseph Milner, presbitero britannico (n. 1744)
- 16 novembre - Federico Guglielmo II di Prussia, re (n. 1744)
- 17 novembre - Alessandro Speranza, compositore italiano (n. 1724)
- 20 novembre - Roger Payne, editore inglese (n. 1739)
- 21 novembre - Pietro Pompeo Sales, compositore italiano
- 25 novembre - Charles Walmesley, vescovo cattolico britannico (n. 1722)
- 26 novembre - Andrew Adams, politico e avvocato statunitense (n. 1736)

## Dicembre(14)
- 1º dicembre - Oliver Wolcott, politico e militare statunitense (n. 1726)
- 7 dicembre - Jean-Baptiste Annibal Aubert du Bayet, politico e generale francese (n. 1757)
- 11 dicembre - Richard Brocklesby, medico britannico (n. 1722)
- 12 dicembre - Federico Ermanno di Anhalt-Köthen-Pleß, nobile tedesco (n. 1731)
- 13 dicembre - Louis Legendre, politico francese (n. 1752)
- 14 dicembre - John Robert Cozens, pittore britannico (n. 1752)
- 19 dicembre - Francesco Sabatini, architetto italiano (n. 1721)
- 22 dicembre - Giovanni Marco Rutini, compositore e clavicembalista italiano (n. 1723)
- 23 dicembre - Federico II Eugenio di Württemberg, nobile tedesco (n. 1732)
- 26 dicembre - Pëtr Ivanovič Melissino, generale e nobile greco (n. 1726)
- 26 dicembre - John Wilkes, politico e pubblicista inglese (n. 1725)
- 28 dicembre - Mathurin-Léonard Duphot, generale francese (n. 1769)
- 29 dicembre - Anton Bachschmidt, compositore e violinista tedesco (n. 1728)
- 30 dicembre - Juan de Ayala, esploratore e navigatore spagnolo (n. 1745)

## Senza giorno specificato(18)
- Manuel Álvarez, scultore spagnolo (n. 1727)
- Pasquale Anfossi, compositore e violinista italiano (n. 1727)
- John Lodge Cowley, cartografo, geografo e matematico britannico (n. 1719)
- James Duane, politico statunitense (n. 1733)
- Josiah Emery, orologiaio svizzero
- Adriano Fedri, organaro italiano (n. 1727)
- Claude Antoine Gaspard Riche, naturalista francese (n. 1762)
- Joseph Gegenbach, ebanista e intagliatore francese (n. 1715)
- Camillo Genovese, poeta e storico italiano (n. 1755)
- Gerasimo III di Costantinopoli, arcivescovo ortodosso greco
- Tommaso Gherardini, pittore italiano (n. 1715)
- Camille Charles Le Clerc de Fresne, militare e politico francese (n. 1741)
- Beverley Randolph, politico statunitense (n. 1755)
- Shitomi Kangetsu, pittore e incisore giapponese
- Humphrey Waldo Sibthorp, botanico britannico (n. 1713)
- Anne Speke, nobildonna inglese (n. 1740)
- Wang Zhenyi, astronoma, matematica e poetessa cinese (n. 1768)
- Yuan Mei, poeta, artista e letterato cinese (n. 1716)